# ويليام إل. ماكميلان
ويليام إل. ماكميلان (بالإنجليزية: William L. McMillan)‏ هو فيزيائي وأستاذ جامعي أمريكي، ولد في 13 يناير 1936 في ليتل روك في الولايات المتحدة، وتوفي في 30 أغسطس 1984.